# 江村直也
江村 直也（えむら なおや、1992年5月6日 - ）は、広島県福山市出身の元プロ野球選手（捕手、右投右打）、プロ野球コーチ。
兄は元プロ野球選手の江村将也。

## 経歴

### プロ入り前
福山市立常金丸小学校の1年生時から野球を始め、福山市立常金中学校時代は、尾道シニアに所属。投手兼捕手を務め、2年秋に全国大会出場を果たす。
同郷の中田翔に憧れ、大阪桐蔭高等学校に進学。1年時の秋からベンチ入り。2年時の秋には、5番正捕手として近畿大会準優勝に貢献し、同校を選抜大会出場に導いた。夏にも期待がかかったが、桜宮高に2-5で敗れて3回戦で姿を消した。
高校の2学年先輩に浅村栄斗、1学年後輩に山足達也、西田直斗、2学年後輩に藤浪晋太郎、澤田圭佑がいる。
2010年10月28日、プロ野球ドラフト会議にて千葉ロッテマリーンズから5位指名を受け、入団した。背番号は53。

### ロッテ時代
2011年と2012年は一軍出場がなかった。
2013年3月30日に代走として一軍初出場を果たすと、翌3月31日に試合途中からマスクを被り4月22日にはスタメンマスクを被った。4月13日の対ソフトバンク戦 (福岡ヤフオク!ドーム) では試合前セレモニーにてプロレスラーのアントニオ猪木からビンタを食らい闘魂を注入された。6月3日の対ヤクルト戦（QVCマリンフィールド）において兄の将也との対決が実現し、3ボール1ストライクから遊ゴロに打ち取られた。同年は里崎智也の故障もあり、出場機会が増えた。最終的に64試合に出場し、打率1割台、守備面では盗塁阻止率も.160と低迷したが捕逸は0個であった。
2014年は、この年も里崎の故障離脱があったが、ルーキーの吉田裕太が積極起用されたこともあり更に後半戦では田村龍弘が台頭し、44試合（捕手出場でも42試合）の出場に留まった。打率は.208と2割を超えた。
2015年は、二軍で打撃が好調で打率.320を記録したが、一軍では田村が正捕手に座り二番手捕手争いでも吉田を超えることができず、僅か14試合のみ出場という成績に終わった。
2016年も、前年に引き続き田村が正捕手に起用されたこともあり、2年ぶりに安打を記録したが22試合の出場に終わった。
2017年は、一軍で13試合に出場し打率.167の成績を残した。
2018年は、控え捕手としてほぼ一年間一軍登録されていたが、田村が全試合出場を果たしたこともあり、35試合の出場に留まり打撃面も打率.063と低迷した。
2019年は、3月10日の中日とのオープン戦（ZOZOマリン）で、3回裏にエンニー・ロメロからこの年外野に設置されたホームランラグーンへ全選手通じて初めての本塁打を放つ。オープンを通じて打率.600という成績を残し、開幕一軍を掴み取った。田村が怪我離脱した影響で、打席数や先発出場は前年と比べ増え、6月2日の西武戦（ZOZOマリンスタジアム）で4回裏に松本航からプロ初本塁打を満塁打で記録した。しかし、その後は結果を残すことができず、田村の一軍復帰や柿沼友哉の台頭、新加入の細川亨が起用され二軍に降格となった。シーズン終盤に一軍に復帰するも出場の機会は少なく、最終的には23試合の出場で打率.097、4打点と安打は先述の本塁打含め3本のみだった。
2020年は開幕を二軍で迎えた。二軍で打率.270、出塁率.386、OPS.792の成績を残した。しかし一軍では田村、柿沼、ルーキーの佐藤都志也の3人で固定されており二軍暮らしが続いた。その後9月10日に田村が怪我離脱した影響で一軍昇格を果たす。しかし9月23日に腰の状態が悪く登録抹消となった。このままシーズンを終え、打撃面では5試合の出場で6打席に立ち一度も出塁することができなかった。
2021年も開幕を二軍で迎えた。しかし4月28日に田村が肉離れのため登録抹消となると同日に一軍昇格を果たした。5月18日のオリックス戦（京セラドーム大阪）では6回表に比嘉幹貴から2年ぶりの安打を放った。更に5月25日の阪神タイガース戦（阪神甲子園球場）では9回表にプロ初盗塁も記録した。その後も主に控え捕手として起用されていたが、交流戦明けの6月15日に中日ドラゴンズよりトレードで加藤匠馬を獲得したこともあり同日に登録抹消となった。その後二軍でも腰の故障の影響もあり出場機会は少なく、一軍の出場試合数19試合にも満たない9試合でシーズンを終えた。打撃成績は10打席に立ち、安打は先述の1本のみに留まり打率は.167であった。
2022年はルーキーの松川虎生、佐藤都、柿沼の3人が主に起用され二軍暮らしが続いた。8月26日に一軍昇格を果たすも、8月29日には1試合も出場することなく二軍に降格となった。結局この年は、2012年以来10年ぶりに一軍公式戦未出場に終わった。
2023年は開幕こそ二軍で迎えるも4月13日に松川と入れ替わりで一軍昇格を果たし、4月19日の対日本ハム戦（エスコンフィールドHOKKAIDO）では701日ぶりに先発出場。森遼大朗をリードしてプロ初勝利に導いた。しかし、最終的に4試合出場で9打数ノーヒットに終わり、10月31日に現役引退とコーチ就任が発表された。

### 現役引退後
2023年11月29日、2024年から二軍バッテリーコーチを務めることが発表された。背番号は76。2024年のシーズン終了後に、オーストラリアのウィンターリーグ（シドニー・ブルーソックス）に大谷輝龍、吉川悠斗、寺地隆成、松石信八、山本大斗の5選手が派遣されることとなり、江村も同行した。2025年からは一軍バッテリーコーチに配置転換された。

## 選手としての特徴・人物
遠投120メートルを誇る地肩の強さと勝負強い打撃が売りの選手。
愛称は「エム」。とても明るい性格。2019年のプロ初本塁打の際には、ベンチでサイレントトリートメントを受けるなど愛されキャラである。
大阪桐蔭高校の同級生に松村沙友理（女優、元乃木坂46）と岡副麻希（フリーアナウンサー）がいる。

## 詳細情報

### 年度別打撃成績
| 年 度      | 球 団      | 試 合 | 打 席 | 打 数 | 得 点 | 安 打 | 二 塁 打 | 三 塁 打 | 本 塁 打 | 塁 打 | 打 点 | 盗 塁 | 盗 塁 死 | 犠 打 | 犠 飛 | 四 球 | 敬 遠 | 死 球 | 三 振 | 併 殺 打 | 打 率 | 出 塁 率 | 長 打 率 | O P S |
| ---------- | ---------- | ----- | ----- | ----- | ----- | ----- | -------- | -------- | -------- | ----- | ----- | ----- | -------- | ----- | ----- | ----- | ----- | ----- | ----- | -------- | ----- | -------- | -------- | ----- |
| 2013       | ロッテ     | 64    | 134   | 117   | 6     | 20    | 2        | 0        | 0        | 22    | 7     | 0     | 1        | 12    | 1     | 4     | 0     | 0     | 34    | 7        | .171  | .197     | .188     | .385  |
| 2014       | ロッテ     | 44    | 61    | 53    | 5     | 11    | 1        | 0        | 0        | 12    | 1     | 0     | 0        | 5     | 0     | 3     | 0     | 0     | 12    | 1        | .208  | .250     | .226     | .476  |
| 2015       | ロッテ     | 14    | 7     | 6     | 2     | 0     | 0        | 0        | 0        | 0     | 0     | 0     | 0        | 0     | 0     | 0     | 0     | 1     | 2     | 1        | .000  | .143     | .000     | .143  |
| 2016       | ロッテ     | 22    | 24    | 23    | 1     | 3     | 1        | 0        | 0        | 4     | 4     | 0     | 0        | 0     | 0     | 1     | 0     | 0     | 10    | 1        | .130  | .167     | .174     | .341  |
| 2017       | ロッテ     | 13    | 6     | 6     | 1     | 1     | 0        | 0        | 0        | 1     | 0     | 0     | 0        | 0     | 0     | 0     | 0     | 0     | 1     | 1        | .167  | .167     | .167     | .333  |
| 2018       | ロッテ     | 35    | 18    | 16    | 0     | 1     | 0        | 0        | 0        | 1     | 0     | 0     | 0        | 1     | 0     | 1     | 0     | 0     | 5     | 1        | .063  | .118     | .063     | .180  |
| 2019       | ロッテ     | 23    | 35    | 31    | 3     | 3     | 0        | 0        | 1        | 6     | 4     | 0     | 0        | 2     | 0     | 2     | 0     | 0     | 10    | 2        | .097  | .152     | .194     | .345  |
| 2020       | ロッテ     | 5     | 6     | 6     | 0     | 0     | 0        | 0        | 0        | 0     | 0     | 0     | 0        | 0     | 0     | 0     | 0     | 0     | 1     | 0        | .000  | .000     | .000     | .000  |
| 2021       | ロッテ     | 19    | 10    | 6     | 0     | 1     | 0        | 0        | 0        | 1     | 0     | 1     | 0        | 2     | 0     | 2     | 0     | 0     | 4     | 0        | .167  | .375     | .167     | .542  |
| 2023       | ロッテ     | 4     | 10    | 9     | 0     | 0     | 0        | 0        | 0        | 0     | 0     | 0     | 0        | 1     | 0     | 0     | 0     | 0     | 2     | 1        | .000  | .000     | .000     | .000  |
| 通算：10年 | 通算：10年 | 243   | 311   | 273   | 18    | 40    | 4        | 0        | 1        | 47    | 16    | 1     | 1        | 23    | 1     | 13    | 0     | 1     | 81    | 15       | .147  | .188     | .172     | .360  |

### 年度別守備成績
| 年 度 | 球 団  | 捕手  | 捕手  | 捕手  | 捕手  | 捕手  | 捕手     | 捕手  | 捕手     | 捕手     | 捕手     | 捕手     |
| 年 度 | 球 団  | 試 合 | 刺 殺 | 補 殺 | 失 策 | 併 殺 | 守 備 率 | 捕 逸 | 企 図 数 | 許 盗 塁 | 盗 塁 刺 | 阻 止 率 |
| ----- | ------ | ----- | ----- | ----- | ----- | ----- | -------- | ----- | -------- | -------- | -------- | -------- |
| 2013  | ロッテ | 63    | 250   | 21    | 3     | 3     | .989     | 0     | 25       | 21       | 4        | .160     |
| 2014  | ロッテ | 42    | 116   | 14    | 1     | 1     | .992     | 2     | 10       | 8        | 2        | .200     |
| 2015  | ロッテ | 12    | 25    | 1     | 0     | 0     | 1.000    | 0     | 6        | 5        | 1        | .167     |
| 2016  | ロッテ | 20    | 31    | 11    | 0     | 2     | 1.000    | 2     | 9        | 5        | 4        | .556     |
| 2017  | ロッテ | 12    | 21    | 2     | 0     | 1     | 1.000    | 0     | 1        | 0        | 1        | 1.000    |
| 2018  | ロッテ | 34    | 56    | 2     | 0     | 0     | 1.000    | 0     | 12       | 12       | 0        | .000     |
| 2019  | ロッテ | 23    | 99    | 8     | 0     | 1     | 1.000    | 0     | 17       | 12       | 5        | .294     |
| 2020  | ロッテ | 5     | 12    | 1     | 0     | 0     | 1.000    | 0     | 1        | 1        | 0        | .000     |
| 2021  | ロッテ | 19    | 30    | 8     | 1     | 1     | .974     | 0     | 10       | 8        | 2        | .200     |
| 2023  | ロッテ | 4     | 27    | 1     | 0     | 0     | 1.000    | 0     | 3        | 3        | 0        | .000     |
| 通算  | 通算   | 234   | 667   | 69    | 5     | 9     | .993     | 4     | 94       | 75       | 19       | .202     |

### 記録
初記録
- 初出場：2013年3月30日、対オリックス・バファローズ2回戦（QVCマリンフィールド）、12回裏に大松尚逸の代走で出場
- 初打席・初安打：2013年4月4日、対北海道日本ハムファイターズ2回戦（QVCマリンフィールド）、9回裏に乾真大から中前安打
- 初先発出場：2013年4月22日、対東北楽天ゴールデンイーグルス6回戦（QVCマリンフィールド）、「8番・捕手」で先発出場
- 初打点：2013年5月8日、対埼玉西武ライオンズ7回戦（QVCマリンフィールド）、8回裏に長田秀一郎から左犠飛
- 初本塁打：2019年6月2日、対埼玉西武ライオンズ11回戦（ZOZOマリンスタジアム）、4回裏に松本航から左越満塁
- 初盗塁：2021年5月25日、対阪神タイガース1回戦（阪神甲子園球場）、9回表に二盗（投手：石井大智、捕手：梅野隆太郎）

### 背番号
- 53（2011年 - 2023年）
- 76（2024年[15] - ）